# 釜田駅 (韓国鉄道公社)
釜田駅（プジョンえき）は、大韓民国釜山広域市釜山鎮区釜田洞に所在する、韓国鉄道公社（KORAIL）の駅である。

## 概要
釜山広域市において釜山駅に次ぐ主要なターミナル駅となっており、韓国鉄道公社釜山慶南支社の管理駅でもある。
現在、東海線太和江方面への列車は全て当駅発着となっており、東海線の当駅 - 釜山鎮間は旅客列車の運行がない。また、当駅を発着する京釜線・慶全線への直通列車は、当駅から釜田線・伽倻線を経由し、沙上駅で京釜線に合流している。

### 利用可能な鉄道路線
韓国鉄道公社
東海線
東海電鉄線
釜田線（京釜線・慶全線と直通運転）

## 歴史
当駅は1943年4月1日に営業を開始した。
現在の駅舎は2003年に新築したものである。かつて東海南部線（現：東海線）月内 - 亀浦・釜山を結ぶ東西通勤列車が運行されていたが、釜山都市鉄道2号線の開通により運行が中止された。KTX開通を控えた2004年2月2日からは釜山鎮駅・釜山駅起点の慶全線直通ムグンファ号が当駅起点に変更された。
旧駅舎は現在の駅舎の隣に残されており、従業員の宿泊施設として使用されている。
- 1943年4月1日 - 無配置簡易駅として営業開始[1]。
- 1944年1月11日 - 配置簡易駅に昇格[2]。
- 1945年5月16日 - 普通駅に昇格[3]。
- 1965年1月4日 - 旧駅舎新築竣工。
- 2003年12月 - 現駅舎竣工。
- 2004年2月2日 - 慶全線直通旅客取り扱いを釜山駅・釜山鎮駅から当駅に引き継ぎ、営業開始。
- 2008年11月1日 - 貨物取扱中止[4]。
- 2016年
  - 4月29日 - 東海南部線が東海線に編入告示（施行は電化開業時）[5]。
  - 12月9日 - 延期中の広域電鉄開業に先立ちソウル発着のITX-セマウルを新海雲台まで運行開始。
  - 12月30日 - 当駅から日光駅まで複線電化、東海電鉄線運行開始。

## 駅構造

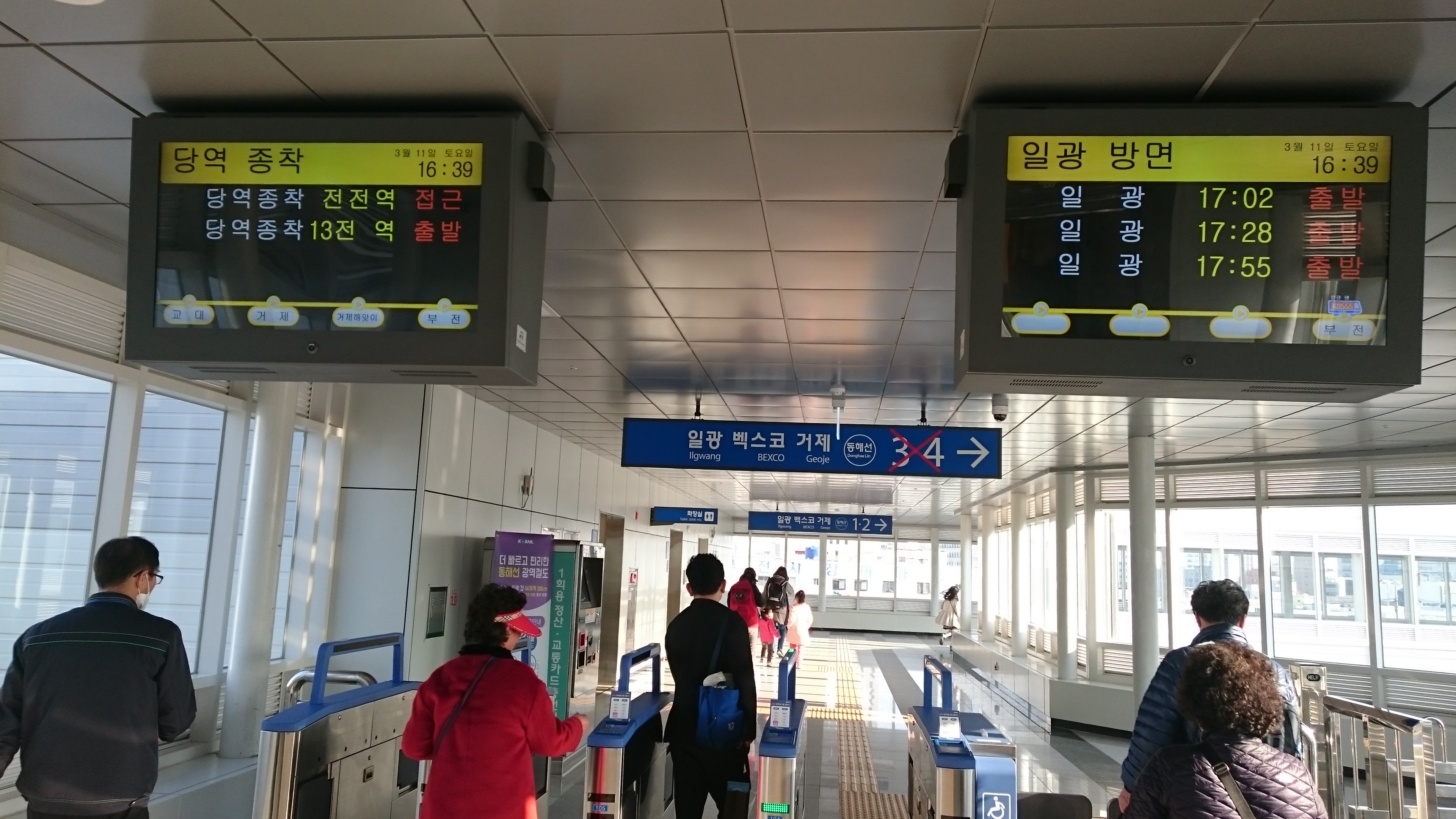
東海電鉄線開業に伴って跨線橋上に新設された自動改札機

電鉄線用の高床ホームと、一般列車用の島式ホーム4面7線の地上駅で、橋上駅舎を有している。

### のりば
| ホーム | 路線                                 | 種別                       | 行先                                         |
| ------ | ------------------------------------ | -------------------------- | -------------------------------------------- |
| 1 - 4  | 東海電鉄線                           |                            | 当駅終着                                     |
| 1 - 4  | 東海電鉄線                           |                            | 巨堤ヘマジ・巨堤・新海雲台・日光・太和江方面 |
| 5 - 6  | 東海線                               | ITX-セマウル・ムグンファ号 | 太和江・慶州・浦項・東大邱方面               |
| 7 - 10 | 釜田線（伽倻線・京釜線・慶全線直通） | ムグンファ号               | 馬山・晋州・順天方面                         |
| 7 - 10 | 釜田線                               | ムグンファ号               | 当駅終着                                     |

## 駅周辺
釜山を代表する繁華街の西面があり、釜山都市鉄道1号線の釜田駅も近い。
なお、駅直下をKTX京釜高速線の金井トンネルが通っている。金井トンネル内にKTXホームを地下に建設する計画があり、実現可能性調査に入った。
- 釜田市場
- 釜山鎮警察署
- イビスアンバサダーホテル
- 農協ハナロクラブ
- 釜山市民公園
- 釜山鎮中学校
- 聖池初等学校
- イーマートトレーダーズ
- 釜山鎮区庁

## 隣の駅
韓国鉄道公社
東海線・釜田線
ムグンファ号（東海線・釜田線・伽倻線・京釜線経由 新海雲台-ソウル間）
新海雲台駅 - 釜田駅 - 亀浦駅
ムグンファ号（釜田線・伽倻線・京釜線・慶全線経由 釜田-木浦間）
釜田駅 - 沙上駅
ムグンファ号（順天-慶全線・京釜本線・伽倻線・釜田線・東海線 浦項-順天間）
センタム駅 - 釜田駅 - 沙上駅
東海線
ITX-セマウル（東海線・釜田線・伽倻線・京釜線経由 新海雲台-ソウル間）
新海雲台駅 - 釜田駅 - 亀浦駅
ムグンファ号（東大邱・清凉里・正東津方面）
釜田駅 - センタム駅
●東海電鉄線
釜田駅(K110) - 巨堤ヘマジ駅(K111)